# Pardastlū
Pardastlū (persiska: پردستلو, پَردَستی, بَردَستلو) är en ort i Iran.   Den ligger i provinsen Ardabil, i den nordvästra delen av landet, 400 km nordväst om huvudstaden Teheran. Pardastlū ligger 1 595 meter över havet och antalet invånare är 146.
Terrängen runt Pardastlū är lite bergig. Runt Pardastlū är det ganska glesbefolkat, med 38 invånare per kvadratkilometer. Närmaste större samhälle är Nīlaq, 3,1 km öster om Pardastlū. Trakten runt Pardastlū består i huvudsak av gräsmarker.